# Jacques Antoine Charles Bresse
Jacques Antoine Charles Bresse (Vienne, Isère, 9 de octubre de 1822-París, 22 de mayo de 1883) fue un ingeniero civil francés especializado en el diseño y uso de motores hidráulicos.

## Biografía
Bresse se graduó en la École Polytechnique en el curso académico de 1843 habiendo recibido su educación formal previamernte en la École des Ponts et Chaussées de París. Retornó a la École des Ponts et Chaussées en 1848 como instructor de mecánica aplicada, logrando en 1853 el puesto de profesor en la materia que conservó hasta su muerte en 1883.

## Obra
- Recherches analytiques, sur la flexion et la résistance des pièces courbes, accompagnées de tables numériques. París: Mallet-Bachelier, 1854
- Cours de mécanique appliquée. París: Mallet-Bachelier, 1859 vol. 3, en Gauthier-Villars, París
- Sur la sommation des seriés. Comptes Rendus 64, 1867
- Cours de mécanique et machines. París: Gauthier-Villars, 1885

## Reconocimientos
- Su nombre figura entre los 72 nombres inscritos en la Torre Eiffel.
- Las ecuaciones de Navier-Bresse reciben ese nombre por J. A. C. Bresse.